# Улачинське сільське поселення
Ула́чинське сільське поселення (рос. Улачинское сельское поселение) — сільське поселення у складі Акшинського району Забайкальського краю Росії.
Адміністративний центр — село Улача.

## Населення
Населення сільського поселення становить 525 осіб (2019; 598 у 2010, 740 у 2002).

## Склад
До складу сільського поселення входять:
| Населений пункт | Населення, осіб (2002) | Населення, осіб (2010) |
| --------------- | ---------------------- | ---------------------- |
| Такеча, село    | 274                    | 199                    |
| Улача, село     | 466                    | 399                    |